# Araruama
Araruama is een gemeente in de Braziliaanse deelstaat Rio de Janeiro. De gemeente telt 109.705 inwoners (schatting 2009).

## Aangrenzende gemeenten
De gemeente grenst aan Arraial do Cabo, Cabo Frio, Iguaba Grande, São Pedro da Aldeia, Saquarema en Silva Jardim.

## Galerij

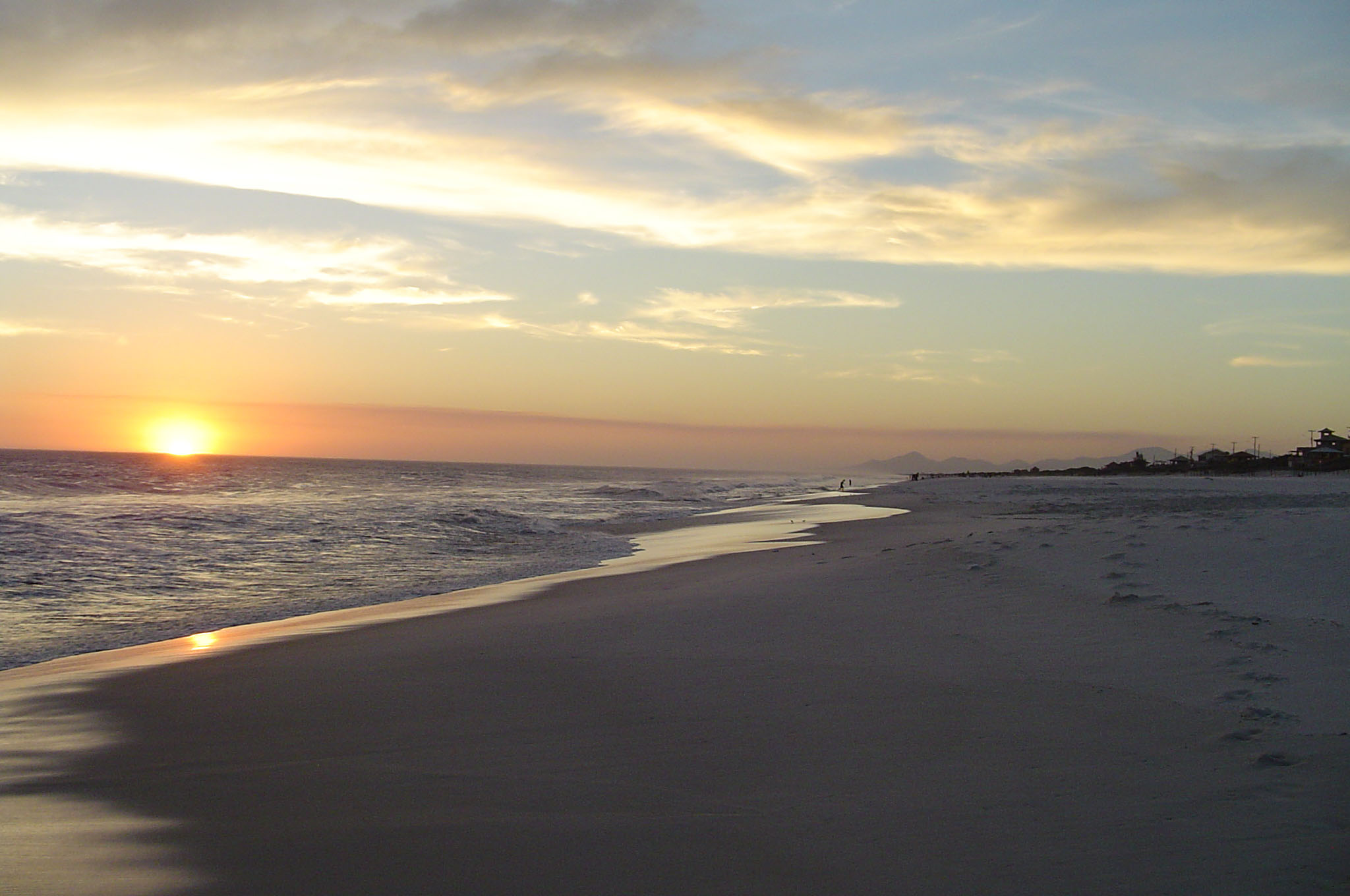
Het strand Praia Seca in Araruama